# Goethe muore
Goethe muore (Goethe schtirbt) è un'edizione della Suhrkamp Verlag Berlin (2010) che raccoglie quattro racconti di Thomas Bernhard inizialmente pubblicati il 19 marzo 1982 su Die Zeit e successivamente pubblicati in italiano dalla casa editrice Adelphi nel 2013 in un unico volume.

## Trama
I racconti:
1. Goethe muore 
Questo primo racconto è un irriverente scorcio della vita del grande scrittore, al suo capezzale ed in vena di bilanci. Ha capito che la letteratura conta ben poco e non gli resta che un unico desiderio, che Bernhard rende ucronico: incontrare Ludwig  Wittgenstein (esistito nella generazione successiva). Tramite i suoi segretari convoca dunque a Weimar il filosofo austriaco, innescando una serie di esilaranti quanto assurde peripezie. Infatti, si scoprirà che Wittgenstein è morto a Cambridge da pochi giorni e anche a Goethe non resta altro che morire.

Scrive il critico Riccardo De Gennaro: "L'idea di far morire Wittgenstein prima di Goethe non è soltanto il frutto di un dispositivo ucronico, ma rispecchia la convinzione di Bernhard che «tutto si può paragonare a tutto», che «tutti i concetti sono intercambiabili l'uno con l'altro», perfino la morte, davanti alla quale egli si dichiarò sempre indifferente: «Scrivo della morte come altri potrebbero parlare di un panino», disse nella medesima intervista alla tv austriaca."
2. Montaigne. Un racconto 
In questo racconto Bernhard affronta la tragedia dell'infanzia dalla prospettiva filiale: intrappolati dal "doppio legame", i figli sono vittime impotenti dei comandi e dei tic genitoriali. "Prima mi hanno reso dipendente, poi mi hanno rinfacciato questa mia dipendenza da loro per tutta la vita", dice il protagonista di Montaigne, che dopo aver afferrato un libro a caso nella biblioteca di famiglia si rifugia in una torre. Il libro è, naturalmente, un volume di Montaigne – pensatore che con Schopenhauer, Wittgenstein e Pascal è stato un vero compagno di vita per l'Autore – ma a parlare non è un bambino, bensì un uomo di quarantadue anni, ancora incapace di affrancarsi dal padre e dalla madre. Ma il filosofo francese è una valvola di salvezza per il narratore, il quale, per fuggire ai suoi genitori, annientatori di qualsiasi anelito intellettivo, si rifugia in lui appartandosi dal mondo e trovando nei libri di Montaigne l'unica alternativa all'orrore familiare.
3. Incontro 
Il terzo racconto è una divertente ma feroce descrizione delle gite in alta montagna che due bambini, amici tra loro, dovevano subire per conto dei genitori, alla fantomatica ricerca della massima quiete tra le vette, operazione impossibile essendo essi stessi causa prima dell'irrequietezza propria e altrui. I due amici si incontrano in una stazione ferroviaria ed è questa l'occasione per rievocare le orrende e defatiganti passeggiate in montagna ("Sempre ci costringevano ad andare in montagna con loro, benché noi la montagna la odiassimo"), inflitte dai rispettivi genitori che vessano i rispettivi figli con la loro pseudo arte: al suono della cetra (la madre musicista che satiricamente ricorda un po' Nerone) e con la visione dei mediocri dipinti paesaggistici paterni. La dissacrazione di questo passato avviene grazie a un rogo, nel quale vengono bruciati calzettoni e berretti rossi e verdi, ricordo delle pene turistiche di questi improbabili quadretti familiari.
4. Andata a fuoco. Relazione di viaggio a un ex amico 
Descrizione di un sogno catastrofico e piromane, il racconto compie la quarta e ultima demistificazione: "L'intera disgustosa Austria ormai bestialmente fetida, con tutti i suoi volgari e abietti abitanti e con i suoi edifici famosi in tutto il mondo, chiese e conventi e teatri e sale da concerto, andava a fuoco e bruciava sotto i miei occhi", immane autodafé in cui l'Austria cattolico-nazionalsocialista va finalmente in fiamme, rogo salvifico che risparmia solo il ricordo.

## Incipit
Primo racconto, Goethe muore:
(Goethe muore, trad. dal tedesco di Elisabetta Dell'Anna Ciancia)

## Edizioni
- Goethe muore (Goethe schtirbt), in «Die Zeit», 19 marzo 1982; trad. Micaela Latini, in «Almanacchi nuovi», 1, 1999, pp. 116-28; poi in aut aut, 325, 2005, pp. 22-31; poi trad. di Elisabetta Dell'Anna Ciancia in "Piccola Biblioteca Adelphi", 2013,  ISBN 9788845927591 (questa voce).